# Argyrogrammana caelestina
Argyrogrammana caelestina is een vlindersoort uit de familie van de prachtvlinders (Riodinidae), onderfamilie Riodininae.
Argyrogrammana caelestina werd in 1995 beschreven door Hall, J & Willmott.